# Liga Leumit 1967-1968 (pallacanestro)
La Liga Leumit 1967-1968 è stata la 14ª edizione del massimo campionato israeliano di pallacanestro maschile. La vittoria finale è stata ad appannaggio del Maccabi Tel Aviv.

## Regular season
|  |     | Squadra               | G  | V  | P  | PF   | PS   | PF/PS | Pt | Qualificazione            |
|  | --- | --------------------- | -- | -- | -- | ---- | ---- | ----- | -- | ------------------------- |
|  | 1.  | Maccabi Tel Aviv      | 26 | 25 | 1  | 2184 | 1528 | +656  | 46 |                           |
|  | 2.  | Hapoel Tel Aviv       | 26 | 22 | 4  | 2063 | 1723 | +334  | 43 |                           |
|  | 3.  | Hapoel Haifa          | 26 | 16 | 10 | 1968 | 1878 | +90   | 42 |                           |
|  | 4.  | Maccabi Ramat Gan     | 26 | 15 | 11 | 1901 | 1900 | +1    | 41 |                           |
|  | 5.  | Maccabi Haifa         | 26 | 14 | 12 | 1882 | 1786 | +96   | 36 |                           |
|  | 6.  | H. Mishmar HaEmek     | 26 | 13 | 13 | 1807 | 1853 | -46   | 34 |                           |
|  | 7.  | Hapoel Beit Alfa      | 26 | 12 | 14 | 1847 | 1786 | +61   | 33 |                           |
|  | 8.  | Hapoel Kiryat Haim    | 26 | 11 | 15 | 1809 | 1862 | -53   | 33 |                           |
|  | 9.  | Hapoel Holon          | 26 | 11 | 15 | 1828 | 1885 | -57   | 33 |                           |
|  | 10. | Hapoel Gerusalemme    | 26 | 11 | 15 | 1935 | 2019 | -84   | 33 |                           |
|  | 11. | Hapoel Gvat           | 26 | 11 | 15 | 1739 | 1841 | -102  | 32 |                           |
|  | 12. | Hapoel Giv'at Brenner | 26 | 9  | 17 | 1787 | 1984 | -197  | 32 |                           |
|  | 13. | Hapoel Yagur          | 26 | 8  | 18 | 1525 | 1777 | -252  | 32 | retrocesse in Liga Artzit |
|  | 14. | Hapoel Giv'at Haim    | 26 | 4  | 22 | 1671 | 2118 | -447  | 32 | retrocesse in Liga Artzit |

## Squadra vincitrice
|    | Naz.                   | Ruolo | Sportivo           | Anno | Alt. |  |  |
| -- | ---------------------- | ----- | ------------------ | ---- | ---- |  |  |
| 4  | Israele (bandiera)     | AC    | Gabi Neumark       | 1946 | 198  |  |  |
| 5  | Israele (bandiera)     | P     | Haim Starkman      | 1944 | 178  |  |  |
| 6  | Stati Uniti (bandiera) | G     | Tal Brody          | 1943 | 187  |  |  |
| 7  | Israele (bandiera)     | AG    | Josef Leja         | 1948 | 205  |  |  |
| 8  | Israele (bandiera)     | G     | Gideon Freitag     | 1943 | 174  |  |  |
| 9  | Israele (bandiera)     | AP    | Amnon Avidan       | 1943 | 188  |  |  |
| 10 | Israele (bandiera)     | A     | Mike Schwartz      | 1949 | 194  |  |  |
| 11 | Israele (bandiera)     | G     | Eli Koren          | 1950 | 190  |  |  |
| 12 | Israele (bandiera)     | C     | Tanhum Cohen-Mintz | 1939 | 204  |  |  |
| 13 | Israele (bandiera)     | A     | Abraham Hoffman    | 1938 | 190  |  |  |
| 14 | Israele (bandiera)     | AP    | Shabtai Ben-Bassat | 1940 | 187  |  |  |
| 15 | Stati Uniti (bandiera) | C     | Bob Pedherst       | 1942 | 197  |  |  |
| 16 | Israele (bandiera)     | C     | Klein Shapira      | 1948 | 197  |  |  |
| 17 | Israele (bandiera)     |       | Ted Horowitz       |      |      |  |  |
| 18 | Israele (bandiera)     | A     | Ruben Daniel       |      |      |  |  |
| 21 | Israele (bandiera)     |       | Bronstein          |      |      |  |  |
| 22 | Israele (bandiera)     |       | Brener             |      |      |  |  |
|    | Israele (bandiera)     | ALL   | Yehoshua Rozin     |      |      |  |  |